# Batna
Batna (tiếng Ả Rập: باتنة) là một thành phố thủ phủ tỉnh Batna của Algérie. Thành phố có tổng diện tích  km², trong đó diện tích đất là  km², dân số theo ước tính năm 2005 là 317.206 người. Đây là thành phố lớn thứ 5 Algérie